# Nichtmegalithische Rundhügel
Nichtmegalithische Rundhügel (englisch Non-megalithic Round Barrows) sind eine Form jungsteinzeitlicher Grabstätten. Inmitten des größeren Verbreitungsgebietes der nichtmegalithischen Langhügel gelegen, sind sie im Nordosten Englands konzentrierte Erdhügel. Mit Aufkommen der Glockenbecherkultur und der Bronzezeit ersetzten sie die jungsteinzeitlichen Long Barrow. Es gibt in England neben dem Oval Barrow eine Unterteilung runder Hügel in:
- Bell Barrow, mit und ohne äußeren Wall
- Bowl Barrow, mit und ohne äußeren Wall
- Disc Barrow
- Pont Barrow
- Saucer Barrow

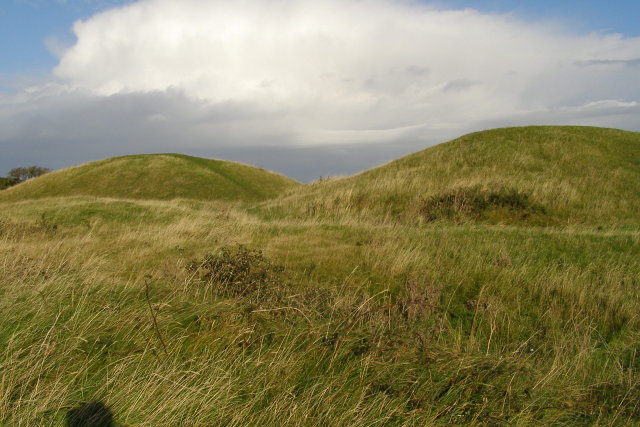
Rundhügel von Nine Barrow Down

Die etwa 40 erhaltenen Rundhügel enthalten Mehrfachbestattungen mit wenigen Grabbeigaben. Auf der Callis Wold in Ost-Yorkshire und im Seamer Moore in North-Yorkshire weisen Fundamentgräben für Holzfassaden und eine Konzentration der Bestattungen in gerader Linie darauf hin, dass die Kammerbauweise mit derjenigen unter Langhügeln identisch war.
Von den großen runden Hügelgräbern wurde traditionell angenommen, dass sie bronzezeitlich seien, aber bereits im 19. Jahrhundert wurde in Yorkshire erkannt, dass mehrere (Duggleby Howe) von den benachbarten Long Barrows kaum zu unterscheiden waren. So nahm man zunächst an, dass es sich um beschädigte Langhügel handelt. Neuere Ausgrabungen zeigten die gelegentliche Gegenwart einer runden Randsteineinfassung oder eines Ringgrabens und belegten, dass der runde Erdhügel eine Variante war, die es in Schottland nur in wenigen Exemplaren (Midtown von Pitglassie, einer der Cairns von Atherb und Pitnacree) häufiger jedoch als steinerne Form des „Round Cairns“ (Steinhügel) gibt.
Rechteckige Kammern, eingefasst von Pfosten, befinden sich auch unter den Round Cairns von Pitnacree, in Perthshire und in Aldwincle, in Northamptonshire. Der nierenförmige Erdhügel von Whiteleaf, in Buckinghamshire, bedeckte eine durch vier Eckpfosten definierte hölzerne Kammer, die an die Steinkammern des Clyde-Typs erinnert, von denen mehrere ursprünglich von kleinen runden Steinhügeln bedeckt waren.
Schwankungen des Materials der Kammer und der Hügelgestaltung kommen zeitlich und räumlich zwar verbreitet vor, ihre jeweils aber nur geringen Anzahlen machen das Erkennen bestimmter Muster schwierig. Die sonderbaren Steinkammern und mehrphasigen Steinhügel von Long Low (Staffordshire) und Great Ayton Moore und die vier Megalithanlagen in Derbyshire sind typisch dafür. Es ist schwierig zu beurteilen, ob sie unabhängige lokale Manifestationen sind oder Varianten bestehender Typen.
Ein bedeutsames Muster, das sich aus einer Studie der jungsteinzeitlichen Rundhügel Nordenglands ergibt, ist die sich allmählich entwickelnde Gewohnheit die Beigaben der Toten zu reduzieren. Eine andere Besonderheit ist darin zu sehen, dass die den Langhügel beidseitig flankierenden Gruben bei Rundhügeln fehlen. Siehe dazu Thurnams Rätsel.

## Verbreitung von Round Barrows in Lincolnshire
- Beacon Hill (Lincolnshire), bei Cleethorpes
- Bully Hills, Hügelgräberfeld bei Tathwell
- Burgh on Bain, Barrows bei Burgh on Bain
- Burwell Wood, Barrows bei Muckton
- Buslingthorpe, bei Buslingthorpe
- Butterbumps, Gräberfeld bei Willoughby
- Cleatham Barrow, bei Manton
- Donnington-on-Bain, bei Donington on Bain
- Folk Moot & Butt Mound, bei Silk Willoughby
- Fordington Barrows, bei Ulceby
- Grim’s Mound, bei Burgh on Bain
- Hagworthingham, bei Hagworthingham
- Hatcliffe Barrow, bei Hatcliffe
- Howe Hill, bei Ulceby
- King’s Hill, Barrow/Mound bei Bardney
- Ludford Barrow, bei Ludford
- Mill Hill, bei Claxby
- Revesby Barrows, bei Revesby
- Ring Holt, bei Dalby